# Lískovec (Bělá nad Radbuzou)
Lískovec (deutsch: Haselberg) ist ein untergegangenes Dorf in der Gemeinde Bělá nad Radbuzou im westböhmischen Okres Domažlice in Tschechien.

## Geografische Lage
Lískovec lag am Osthang des 669 Meter hohen Berges Lískovec etwa vier Kilometer südlich von Bělá bzw. nordwestlich von Starý Kramolín.

## Geschichte
Líska ist der Haselnussstrauch, der im gesamten Oberpfälzer Wald sehr häufig vorkommt und deshalb ein beliebter und sehr häufiger Teil von Berg, Fluss und Ortsnamen ist. Er gab dem Berg und dem südlich davon gelegenen Dorf den Namen. Das tschechische Lískovec ist eine direkte Übersetzung des deutschen Haselberg, das in diesem Fall als der ursprüngliche Name angesehen werden muss, da Haselberg eine erst 1606 erfolgte deutsche Ortsgründung war.
Nur zehn Kilometer weiter südlich, nordwestlich von Nemanice (Wassersuppen), gibt es einen weiteren Berg mit dem Namen Lískovec und einem gleichnamigen untergegangenen Dorf an seinem Fuß, beide auch deutsch: Haselberg, was verständlicherweise häufig zu Verwechslungen führt.
In Haselberg war im Dreißigjährigen Krieg eine Abteilung schwedischer Soldaten untergebracht und musste von den Bauern verpflegt werden. 1634 starben fünf Personen an der Pest. 1656 hatte Haselberg 3 Bauern, 4 Chalupner, 24 Gespanne, 11 Kühe, 14 Stück Jungvieh, 10 Schafe und 24 Schweine.
1839 hatte Haselberg 13 Häuser und 85 Einwohner, 1939 5 Bauernhöfe und 9 Häusleranwesen. Im Jahre 1967 wurde das letzte verbliebene Haus abgerissen. Es war ein Ortsteil von Heiligenkreuz und auch dort eingepfarrt und eingeschult.